# Aeonium loartei
Aeonium loartei är en fetbladsväxtart som beskrevs av Tavorm.. Aeonium loartei ingår i släktet Aeonium och familjen fetbladsväxter. Inga underarter finns listade i Catalogue of Life.